# Timanrücken
Der Timanrücken (russisch Тиманский кряж) ist ein bis 463 m hoher Höhenzug im äußersten Norden des europäischen Teils von Russland.
Der Höhenrücken, der sich westlich des nördlichen Urals befindet, ist ein Teil der Osteuropäischen Ebene. Er liegt westlich der Petschora und durchschneidet das Nordrussische Tiefland in zwei ungleich große Teile (West- und Ostteil). Im Norden schließt sich die Barentssee und damit das Nordpolarmeer an.
Das mittelgebirgsartige Landschaftsbild des Timanrückens, das von Taiga und Tundra bestimmt wird, ist gekennzeichnet durch hügelige und bergige Bereiche, die von den Gletschermassen der Eiszeiten wellig geschliffen wurden. In den Höhenzug haben sich einige Flusstäler ausgebildet, deren Gewässer auch dort entspringen. Die wichtigsten Flüsse sind Ischma, Mesen und Wytschegda.
Die größte Stadt im ansonsten äußerst dünn besiedelten Timanrücken ist Uchta. Sie wurde in den 1930er Jahren gegründet, um den Timan für die Rohstoffgewinnung zu erschließen.
Im Gebiet des Timanrückens kommen verschiedene Bodenschätze vor – unter anderem Erdgas, Erdöl, Bauxit und Titanmineralien.